# Registre des bénéficiaires effectifs
Le Registre des bénéficiaires effectifs (RBE) est un répertoire d'entités juridiques contenant l'identité de leurs véritables propriétaires et bénéficiaires (les ayants droit économiques).
Au niveau européen, le principe d'un registre des bénéficiaires effectifs a été approuvé en 2018, en vue de lutter contre la criminalité financière. Le fait que les données soient publiques a reçu un coup d'arrêt en 2022.
En Suisse, un Registre des ayants droit économiques est en projet.

## Droit européen
La Directive de l'Union européenne 2018/843 renforce les modalités de tenue de ce registre institué par la Directive de l'Union européenne 2015/849 relative à la prévention de l'utilisation du système financier aux fins de blanchiment des capitaux ou du financement du terrorisme. Cette directive est prise dans un contexte de scandales financiers à répétition, dont ceux révélés par les Panama Papers, et vise à compliquer la tâche des fraudeurs et des réseaux criminels cherchant à dissimuler leurs activités derrière des prête-noms et des sociétés-écrans.

### Transposition en droit français
Cette directive européenne est transposée en droit français par l'ordonnance 2020-115 du 12 février 2020 et les décrets d'application 2020-118 et 2020-119.  
Le commissaire aux comptes, dans le cadre de sa profession, a une obligation en matière de lutte contre le blanchiment des capitaux et le financement du terrorisme.

#### Mise en place
L'enregistrement des bénéficiaires effectifs des sociétés, fonds d'investissement, associations et entités assimilées s'effectue par les entités concernées auprès des greffiers des tribunaux de commerce. À défaut, « les personnes assujetties par l'obligation de lutte contre le blanchiment des capitaux et le financement du terrorisme doivent (personnes mentionnées à l’article L. 561-2 du code monétaire et financier) porter à la connaissance du greffe les divergences constatées entre les bénéficiaires effectifs qu’elles identifient du fait de leur connaissance client et les bénéficiaires effectifs mentionnés dans le registre des bénéficiaires effectifs ». La consultation s'effectue auprès via la plateforme Infogreffe ou directement dans un greffe conformément aux dispositions de l'article L561-46 et suivants du code monétaire et financier, le public ayant quant à lui un accès restreint aux seuls « nom, nom d'usage, pseudonyme, prénoms, mois, année de naissance, pays de résidence et nationalité des bénéficiaires effectifs ainsi qu'à la nature et à l'étendue des intérêts effectifs qu'ils détiennent dans la société ou l'entité.  » s'il est démontré un intérêt légitime, tandis que les organismes habilités définis dans le même article de loi et les autorités de contrôle ont accès à l'intégralité des informations,.

#### Suspension
Le 22 novembre 2022, la Cour de justice de l’Union européenne a jugé que ces registres portaient atteinte à la vie privée et a déclaré illégal leur accès par le grand public. Cet arrêt fait suite à une plainte déposée au Luxembourg par deux personnes, dont Patrick Hansen, dirigeant de Luxaviation, la plus grande société de jets privés au monde, et de 116 autres sociétés dont plusieurs dizaines dans des paradis fiscaux.
Début janvier 2023, le journal Le Monde relève que la plateforme de consultation ouverte au public en avril 2021, est désormais inaccessible alors que sa création était considérée comme constituant une avancée notable en termes de transparence financière. Le Ministre de l'Économie affirme n'avoir donné aucune directive dans ce sens et renvoie à l'INPI.  
Le 4 janvier, l'INPI justifie la fermeture des données en open data par un arrêt du 22 novembre 2022 de la Cour de justice de l’Union européenne (CJUE), qui a déclaré illégal l’accès du grand public aux registres européens de bénéficiaires effectifs, au nom du respect de la vie privée, avant d'incriminer un dysfonctionnement technique.  
Cet arrêt provoque une totale incompréhension auprès des spécialistes de la transparence financière et de la lutte contre le blanchiment d'argent ; Delia Ferreira Rubio, la présidente de Transparency International juge que « C’est le plus beau cadeau que la Cour pouvait faire au crime organisé ».
Le 13 janvier, le Ministère de l'Économie annonce le rétablissement temporaire du service, interrompu selon lui pour des « raisons techniques  », le temps de tirer les conséquences de l'arrêt de la CJUE. Il assure que le service sera accessible aux « organes de presse et [aux] organisations de la société civile y ayant un intérêt légitime ».
En février 2023, le service n'est accessible sur le site de l'INPI et via Infogreffe qu'aux personnes habilitées. Il est fermé au public le 31 juillet 2024.

### Transposition dans les autres pays européens
Selon Radio France, reprenant une étude de Transparency international, la transposition dans les différents pays européens est très hétérogène.

## Droit suisse
En Suisse, un registre des bénéficiaires économiques des sociétés présentes dans le pays devrait être mise en place, mais pas avant 2026. Le registre permettra aux autorités de poursuite pénale de déterminer qui se trouve derrière une structure juridique (entreprise opérationnelle ou structure offshore), c'est-à-dire qui sont les « ayants droit économiques ». Selon le projet du gouvernement, le registre sera tenu par le Département fédéral de justice et police et ne sera pas public.
En 2024, le gouvernement a transmis son projet de « loi sur la transparence des personnes morales » au parlement. En 2025, lors des débats au parlement, les banques sont favorables à ce que les données figurant dans le registre fédéral des ayants droit économiques des sociétés suisses soient présumées exactes ; d'autres craignent que cela affaiblisse les contrôles prévus par la loi sur le blanchiment d'argent et soit insuffisant en comparaison internationale.